# Leptocentrus acuticornis
Leptocentrus acuticornis är en insektsart som beskrevs av Ananthasubramanian 1980. Leptocentrus acuticornis ingår i släktet Leptocentrus och familjen hornstritar. Inga underarter finns listade i Catalogue of Life.